# Fernando Verdasco
Fernando Verdasco Carmona (sinh 15 tháng 11 năm 1983) là cựu vận động viên quần vợt chuyên nghiệp người Tây Ban Nha và huấn luyện viên. Theo bảng xếp hạng của ATP anh từng xếp ở vị trí thứ 9 trong các tay vợt nam hàng đầu thế giới. Verdasco bắt đầu chơi quần vợt từ năm 4 tuổi và có huấn luyện viên chính thức khi lên 8 tuổi.
Verdasco được biết đến là một tay vợt thuận tay trái và là một chuyên gia trên mặt sân đất nện. Anh đã giúp đội tuyển Tây Ban Nha giành 2 chức vô địch Davis Cup trong 2 năm 2008 và 2009. Trận đấu đáng nhớ nhất của anh là bán kết Giải quần vợt Úc Mở rộng 2019 và đã để thua tay vợt số 1 thế giới Rafael Nadal trong 5 set đấu. Trận đấu này được ghi nhận là trận đấu kéo dài lâu nhất trong lịch sử Australian Open

## Sự nghiệp
Verdasco chính thức trở thành tay vợt chuyên nghiệp từ năm 2001, khi anh 18 tuổi và đã kết thúc năm đầu tiên của mình ở vị trí thứ 464 thế giới. 

### 2003
Năm 2003, Verdasco lần đầu tiên tham dự ATP Masters đó là giải Miami Masters và để thua trước tay vợt đồng hương Carlos Moyà. Tại giải Cincinnati, anh để thua trước Andy Roddick. Tại Wimbledon, anh bị loại ngay từ vòng đầu tiên bởi Jarkko Nieminen sau trận đấu kéo dài 5 set. Tại U.S. Open, Verdasco chịu dừng bước ở vòng 3 sau khi thua Paradorn Srichaphan. Ở 2 vòng trước đó, anh đã đánh bại Tommy Robredo và Davide Sanguinetti. Đây cũng là năm Verdasco có bước tiến vượt bậc khi leo lên vị trí thứ 176 và kết thúc năm ở vị trí 109 thế giới.

### 2004
Năm 2004, Verdasco giành danh hiệu ATP Masters đầu tiên trong sự nghiệp tại Open de Tenis Comunidad Valenciana|Valencia sau khi giành chiến thắng trước đương kim vô địch Juan Carlos Ferrero. Anh kết thúc năm ở vị trí số 36 của ATP.

### 2005
Năm 2005, anh đã 2 lần đánh bại Andy Roddick tại Miami và Rome. Đây cũng là năm đầu tiên anh lọt tới vòng 4 của 1 giải Grand Slam tại Mỹ mở rộng (US Open) và để thua Jarkko Nieminen. Trước đó, anh đã gây 1 bất ngờ khi đánh bại tay vợt số 1 của Serbia là Novak Djoković. Anh kết thúc năm ở vị trí 32 thế giới.

### 2006
Năm 2006, anh lọt vào vòng 4 Wimbledon trước khi bị loại bởi Radek Štěpánek sau 5 set. Tại US Open. Verdasco lọt tới vòng 3 và chịu gác vợt trước tay vợt đã vô địch Mỹ mở rộng năm đó là Andy Roddick sau 5 set. Tại 2 giải Masters Series tournaments cuối trong năm, Verdasco thua Tim Henman tại giải Madrid Masters và thua Michaël Llodra tại Paris Masters. Anh kết thúc năm và tụt xuống vị trí 35 trên bảng xếp hạng ATP.

### 2007
Năm 2007, anh để thua trước Novak Djokovic ở vòng 4 Pháp mở rộng (Rolland Garros) trước khi đánh bại Jérôme Haehnel, Dmitry Tursunov và David Ferrer. Cũng trong năm 2007, Verdasco để thua trước Richard Gasquet tại Monte Carlo Masters và Rome Masters, sau đó tiếp tục nhận thất bại trước Tomáš Berdych tại Hamburg Masters. Anh lọt tới vòng 3 Wimbledon và chịu thua Andy Roddick. Trong giải đấu đước tổ chức tại quê nhà Madrid Masters, Verdasco đã thắng tay vợt đồng hương Albert Montañés nhưng sau đó lại phải đối mặt hạt giống sô 3 của giải Novak Đoković, Verdasco đã thắng được set đầu tiên nhưng lại để thua 2 set còn lại với cùng tỷ số 6–3. Tại giải St. Petersburg Open, Verdasco đã lọt tới trận chung kết của giải đấu mà không để thua 1 set nào và đánh bại Marin Čilić, trước đó, Verdasco đã có chiến thắng 6–2, 6–3 trước Andy Murray. Anh kết thúc năm ở vị trí số 27 thế giới.

### 2008
Fernando Verdasco tham dự Australian Open với tư cách là hạt giống số 25. Anh đã thắng trận đầu trước Thierry Ascione với tỷ số 6–4,6–0,6–3 nhưng bị loại ngay từ vòng 2 bởi Janko Tipsarević. Anh tham dự giải Dubai Tennis Championships và để thua 3–6, 6–3, 6–7 (5–7) trước Andy Murray tại vòng 2. Tại giải Berlin, anh đánh cặp cùng Feliciano López cho đội tuyển Tây Ban Nha trong trận bán kết giải Davis Cup và chiến thắng trước cặp đôi của đội tuyển Đức của Philipp Kohlschreiber và Philipp Petzschner trong vòng 4 giờ 45 phút với tỷ số 6–7(3), 7–6(1), 6–4, 2–6, 12–10. Tại giải Monte Carlo Masters ở Monaco, Verdasco thua Gaël Monfils và bị loại ngay từ vòng 1. Tại Hamburg Masters, anh đánh bại Mikhail Youzhny 6–2, 6–3 ở vòng 1. vòng 2 thắng Michaël Llodra 6–2, 6–0. vòng 3 thắng David Ferrer 7–6 (4), 6–2. Cuối cùng đến vòng 4, anh thua tay vợt số 1 thế giới lúc đó là Roger Federer 6–3, 6–3. Tại Roland Garros Verdasco là hạt giống số 22 và tiến đước đến vòng 16 tay vợt mạnh nhất và để thua trước Rafael Nadal.

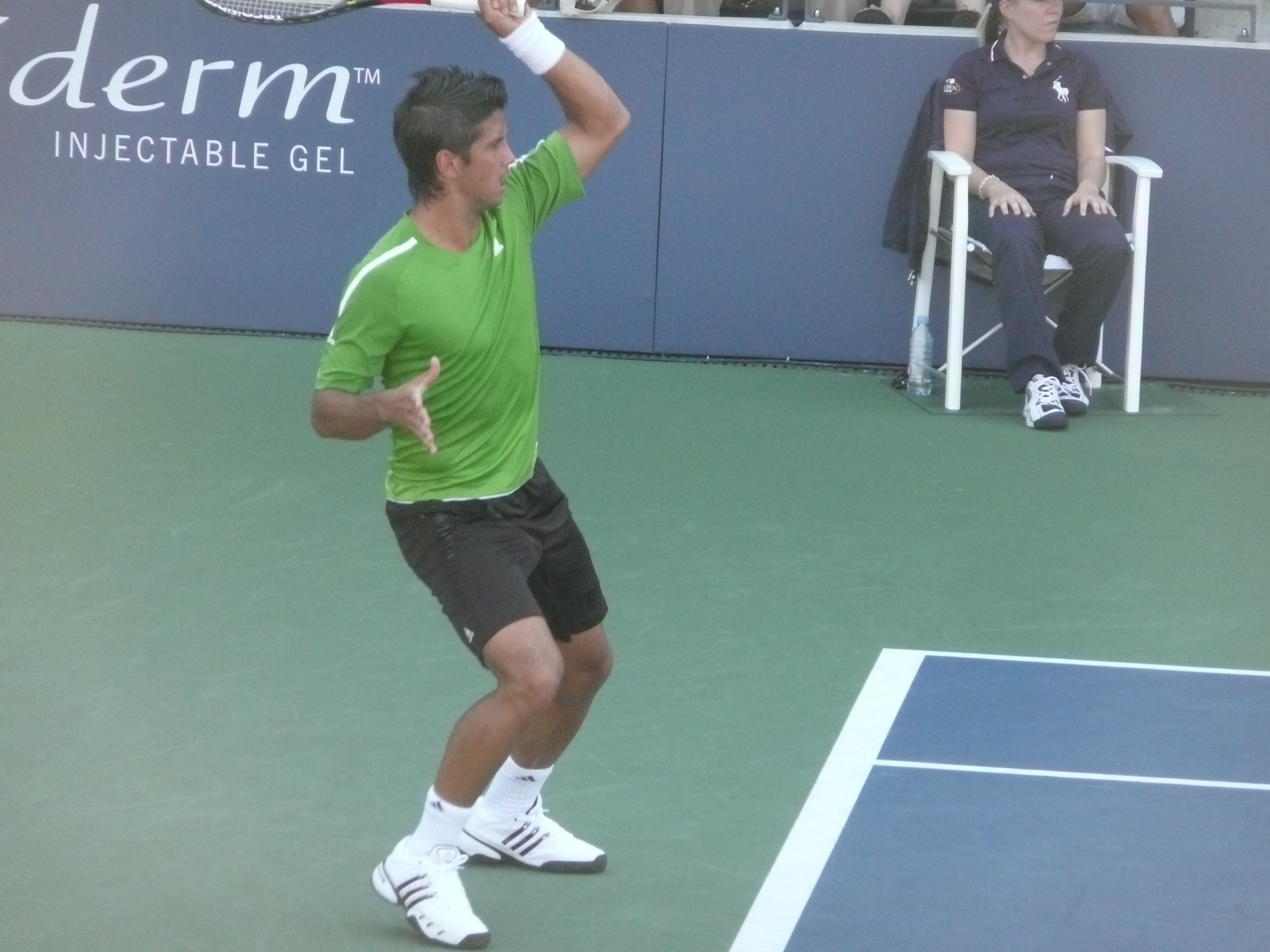
Verdasco tại Mỹ mở rộng 2008

Sau thành tích tuyệt vời tại Pháp mở rộng, anh leo lên vị trí số 20 thế giới. Sau đó, Verdasco lọt tới trận chung kết Nottingham Open và tiếp túc leo lên số 18 thế giới. Tại Wimbledon, anh để thua Mario Ančić ở vòng 4 và điều này là đủ để anh leo lên vị trí 13 thế giới. Tại US Open 2008, anh là hạt giống số 13 nhưng lại bị loại từ vòng 3 bởi hạt giống số 23 Igor Andreev.
Tháng 11, anh đã giúp đội tuyển Davis Cup Tây Ban Nha giành chức vô địch sau trận chung kết trước đội tuyển Argentina

### 2009

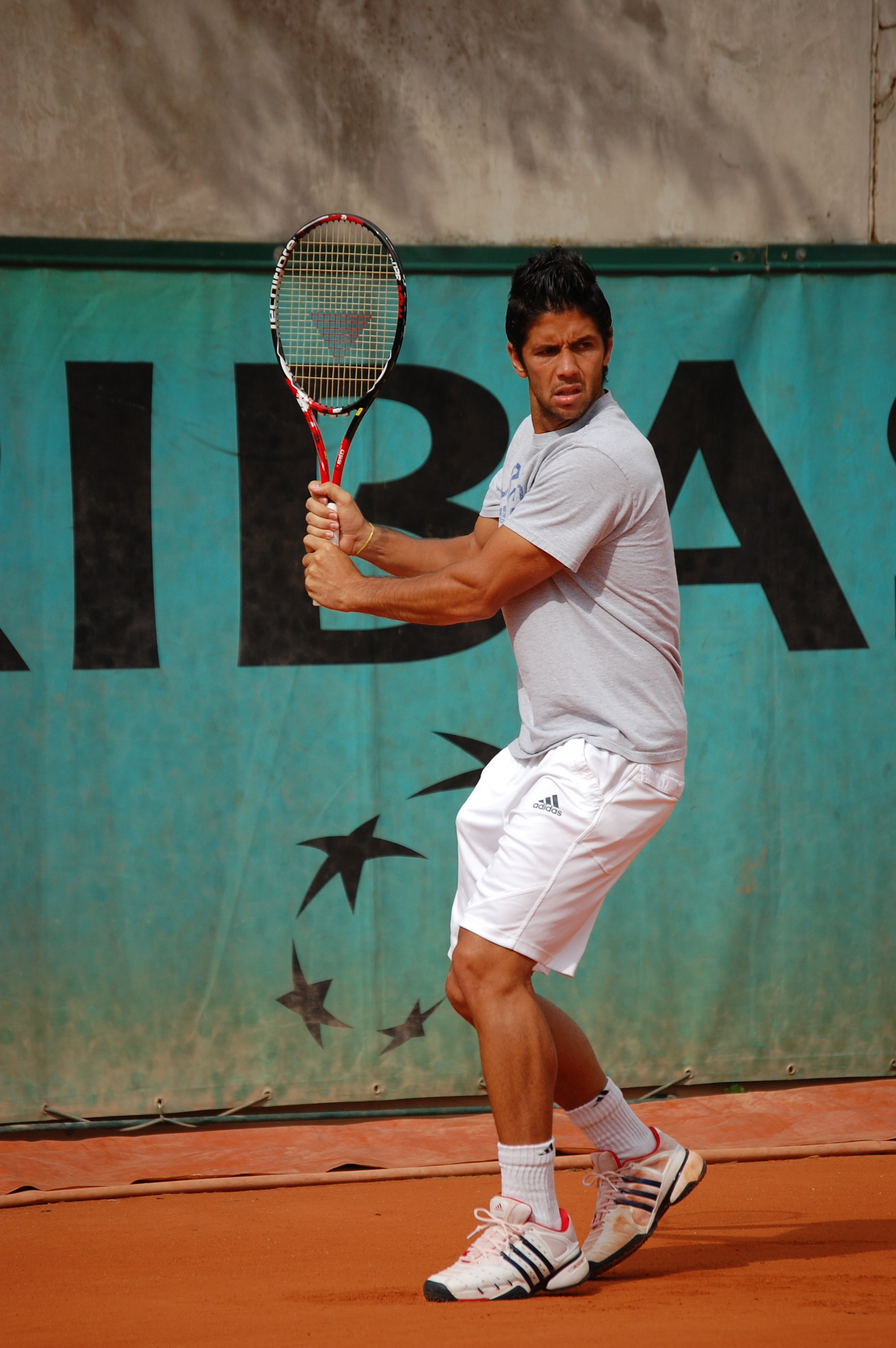
Verdasco tập luyện tại Pháp mở rộng 2009.

Tại Australian Open, Ở vòng 4, anh đối đầu với hạt giống số 4 Andy Murray và giành chiến thắng sau 5 set. Sau đó, anh đã đánh bại Jo-Wilfried Tsonga 7–6(2), 3–6, 6–3, 6–2 và đi tiếp tới trận bán kết. Trong trận bán kết, Fernando Verdasco phải đối đầu với Rafael Nadal và để thua 7–6(4), 4–6, 6–7(2), 7–6(1), 4–6 trong một trận đấu kéo dài lâu nhất Australian Open (5 giờ, 14 phút).
Tại Indian Wells, anh để thuaRoger Federer 6–3, 7–6(5). Tại 2009 Miami Masters, Verdasco kỷ niêm trận đấu thứ 200 bằng chiến thắng trước Benjamin Becker ở vòng 2 nhưng sau đó thua Andy Murray 6–1, 6–2. Lúc này, Verdasco đã leo lên vị trí số 8 thế giới
Anh để thua Novak Djokovic 2–6, 6–4, 3–6 tại Barcelona. Tại 2009 Rome Masters, anh lọt tới bạn kết và để thua Rafael Nadal 6–3, 6–3. Tại 2009 Madrid Masters, Verdasco lọt tới tứ kết và thua Nadal 6–4, 7–5. Đây là trận thua thứ 9 của Verdasco trước Nadal và cho đến nay vẫn chưa thắng đước Nadal 1 trận nào.
Tại 2009 Rolland Garros, Verdasco thắng Nicolás Almagro 6–2, 7–6(4), 7–6(8) nhưng ngay vòng sau để thua Nikolay Davydenko 6–2, 6–4, 6–4.
Tại Wimbledon, anh bị loại ở vòng 4 sau khi thua Ivo Karlović, 7–6(5) 6–7(4) 6–3 7–6(9).
Tại 2009 US Open, anh thắng Tommy Haas 3–6, 7–5, 7–6(8), 1–6, 6–4 ở vòng 4 và đến bán kết thắng John Isner 4–6, 6–4, 6–4, 6–4. 

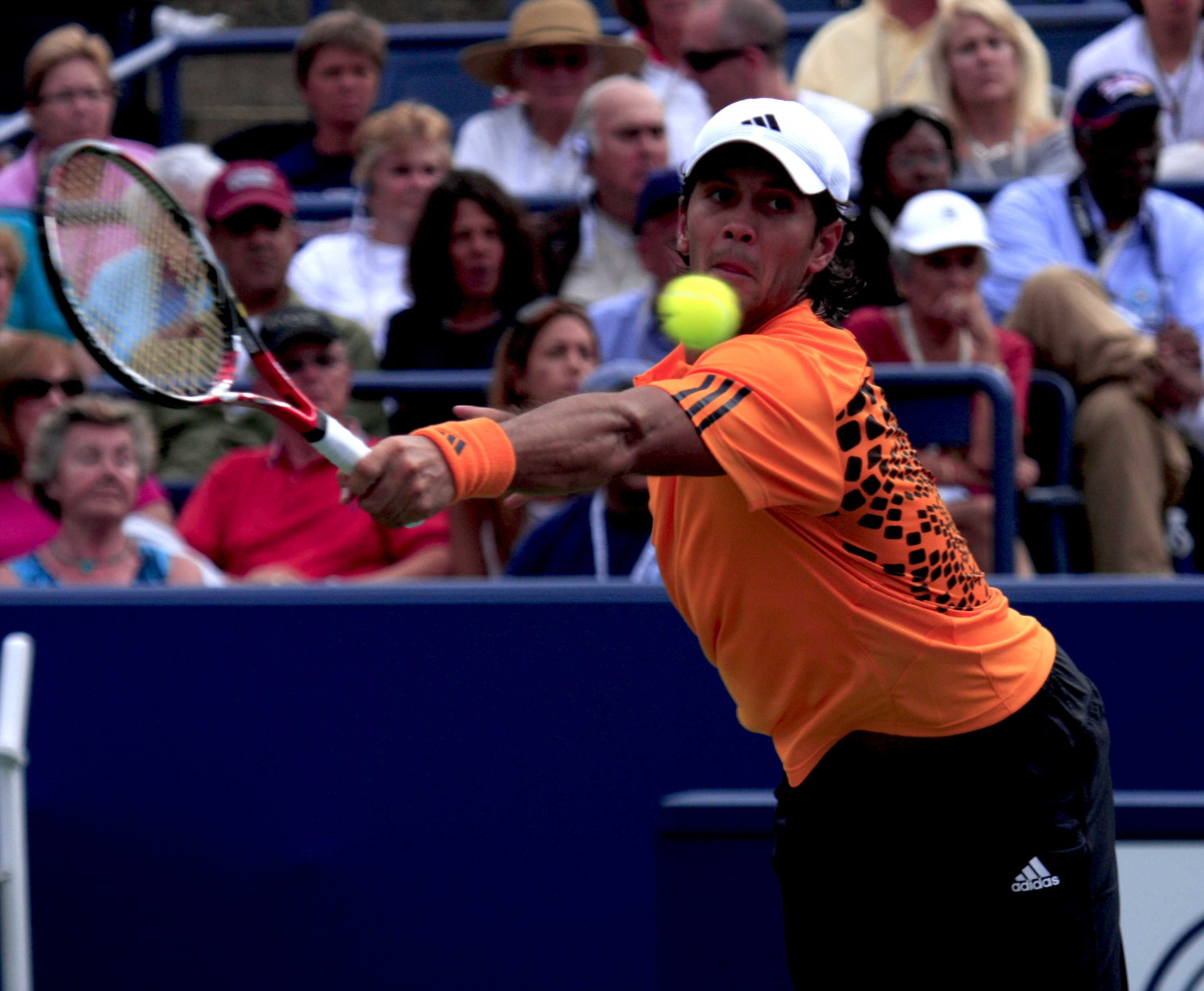
Verdasco thực hiện cú volley trong trận gặp Isner tại Mỹ mở rộng 2009

 Tuy nhiện khi lọt tới bán kết, anh gặp Novak Djokovic và để thua với tỷ số 7–6(2),1–6, 7–5, 6–2.
Tại Paris Masters anh thắng Andreas Seppi ở vòng 2 với tỷ số 6–7(3), 6–4, 6–4. Sau đó để thua trước Marin Čilić 6–3, 3–6, 4–6. Lúc này Verdasco đã leo lên vị trí số 7 thế giới và được quyền tham dự ATP World Tour Finals
Tại ATP Tour Finals, Verdasco thua Roger Federer ở trận đầu tiên, 6–4, 5–7, 1–6 và tiếp tụt thua Juan Martín del Potro, 4–6, 6–3, 6–7(1) ở trận thứ 2. Ở trận thứ 3, anh thua Andy Murray 4–6, 7–6(4), 6–7(3) và chính thức bị loại. Verdasco kết thúc năm 2009 vớt tỷ lệ thắng-thua 52–25 và vị trí số 9 thế giới. 2009 là năm đầu tiên Verdasco kết thúc năm trong top 10 tay vợt mạnh nhất.
Ngoài danh hiệu cá nhân, Verdasco còn cùng Feliciano López giành chiến thắng trong trận chung kết Davis cup 2009 trước đội tuyển Czech của Radek Štěpánek và Tomáš Berdych với tỷ số 7–6(7), 7–5, 6–2.

### 2010
Tại Australian Open, Verdasco là hạt giống số 9 và đã đánh bại Carsten Ball ở vòng 1 với tỷ số 6–7(4), 7–6(1), 7–5, 6–2. Sau đó anh thắng Ivan Sergeyev 6–1, 6–2, 6–2 ở vòng 2. Vòng 3 anh đã có chiến thắng dễ dàng khi Stefan Koubek bỏ cuộc. Vòng 4 anh gặp Nikolay Davydenko và thua 2–6, 5–7, 6–4, 7–6(5), 3–6.
Tại SAP Open ở San Jose, California. Trước khi vòng 1 bắt đầu, anh đánh 1 trận giao hữu với huyền thoại Pete Sampras và thắng 6–3 7–6(2). Vòng 1, anh thắng Yen-Hsun Lu 6–3, 6–7(6), 6–3. Vòng 2 anh thắng Benjamin Becker, 7–5, 6–2, bán kết anh thắng Ričardas Berankis 6–3, 7–6(5). Tứ kết anh thắng Denis Istomin 6–3, 2–6, 6–4. Chung kết, anh thắng Andy Roddick 3–6, 6–4, 6–4 và lên ngôi vô địch.
Tại Acapulco, anh thua Juan Mónaco ở bán kết 7–5, 6–3. 
Tại 2010 Monte-Carlo Rolex Masters, với tư cách là hạt giống số 6, anh lọt tới trận bán kết và bất ngờ giành chiến thắng trước Novak Djokovic 6–2, 6–2 và gặp Rafael Nadal ở nhưng bị thất bại thảm hại 6-0,6-1 và sau đó anh lại trở về vị trí số 9 trên bảng xếp hạng ATP
Tại 2010 Barcelona Open, anh thắng Robin Söderling 6–3, 4–6, 6–3 trong trận chung kết và lên ngôi vô địch. Đây là gianh hiệu thứ 5 trong sự nghiệp đánh đơn của anh. 
Verdasco là hạt giống số 7 tại Rolland Garros 2010 nhưng đến vòng 4, anh thua Nicolás Almagro. 
Sau đó bị loại ngay từ vòng 1 bởi Fabio Fognini 7–6, 6–2, 6–7. 6–4 tại Wimbledon 2010.
Tại US Open 2010, Verdasco thắng lại Fabio Fognini 1-6, 7-5, 6-1, 4-6, 6-3. Sau đó tiếp túc loại Adrian Mannarino sau chiến thắng 6-1, 6-2, 6-2. Vòng 3 anh thắng David Nalbandian 6-2, 3-6, 6-3, 6-2. Vòng 4 anh gặp David Ferrer. Verdasco đã thua trong 2 set đầu nhưng lật ngước thế trận và giành chiến thắng 5-7, 6-7(8), 6-3, 6-3, 7-6(4). Đối thủ tiếp theo của Verdasco là Rafael Nadal, anh một lần nữa thua Nadal 5-7, 3-6, 4-6. Với trận thua này, tỷ số đối đầu giữa 2 tay vợt này đã là Nadal 11-0 Verdasco.

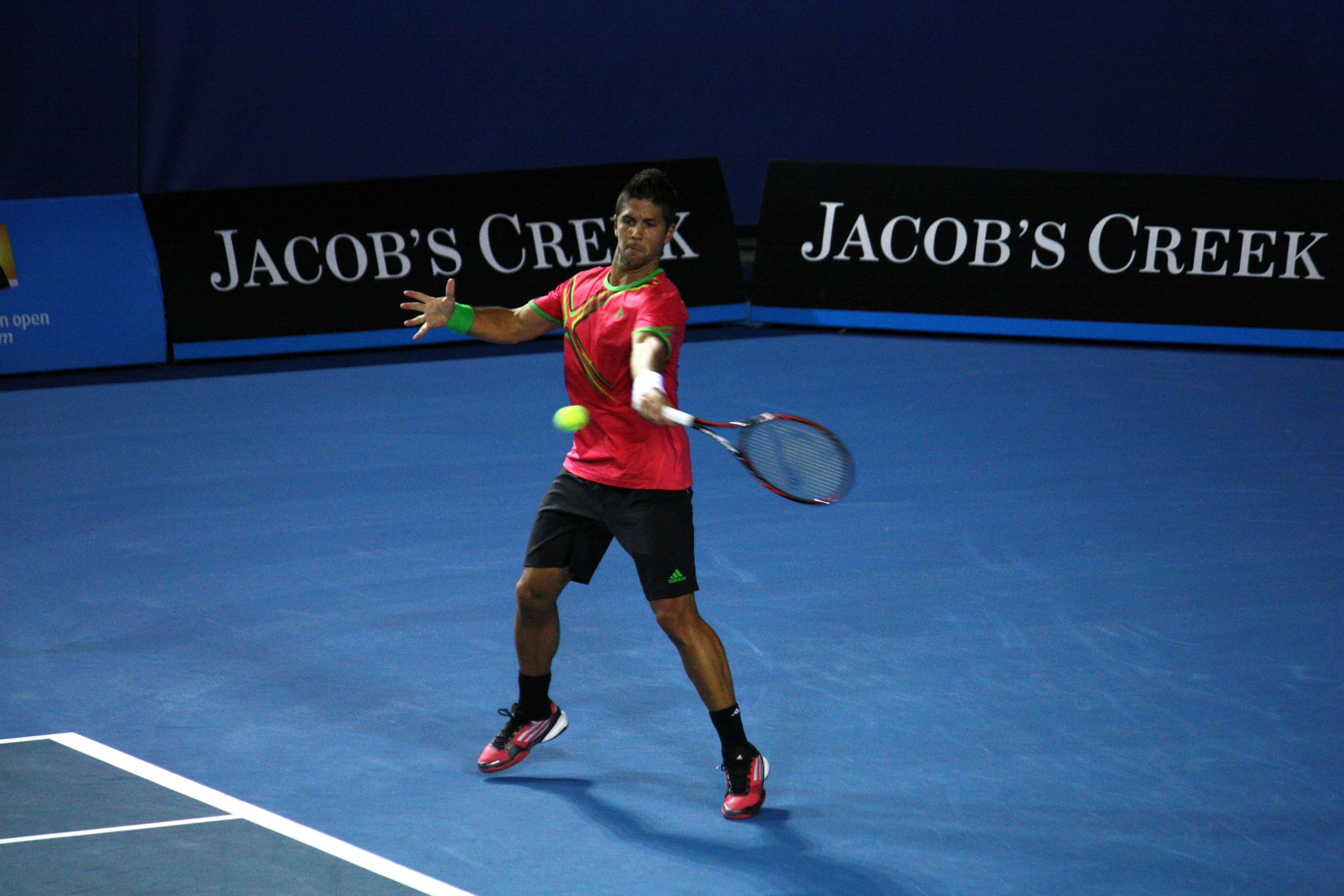
Verdasco tại 2011 Australian Open

### 2011
Được xếp hạng hạt giống số 9 2011 Australian Open, Verdasco bắt đầu vòng 1 bằng chiến thắng nhẹ nhàng trước Rainer Schüttler 6-1 6-3 6-2. Ở vòng 2, anh gặp Janko Tipsarevic và để thua 2 set đầu nhưng vẫn thắng ngược 2-6, 4-6, 6-4, 7-6(0), 6-0. Vòng 3, anh thắng Kei Nishikori 6-2, 6-4, 6-3. Verdasco bị loại ở vòng 4 khi thua Tomáš Berdych 6-4, 6-2, 6-3. Theo Verdasco, nguyên nhân anh thua trận đấu này là do anh bị chấn thương cổ chân.

## Lối chơi
Fernando Verdasco đước đánh giá là tay vợt "máu lửa" và có lối đánh tấn công từ cuối sân (offensive baseliner). Verdasco thuận tay trái nên những cú đánh của anh gây khó khăn cho đối phương trong việc phán đoán hướng bóng. Anh có thể thi đấu tốt trên mọi mặt sân và nguy hiểm trên mặt sân cứng, sân đất nện. Với vũ khí sở trường là cú thuận tay (forehand). Cú thuận tay của Verdasco được đánh giá là một trong những cú thuận tay nặng nhất của các tay vợt hàng đầu thế giới hiện nay. Khả năng di chuyển tốt và thể lực bền bỉ cũng là yếu tố tạo nên sức mạnh trong lối chơi của anh. Ngoài ra Verdasco còn có một điểm mạnh là anh luôn thi đấu với một tinh thần rất cao, luôn khao khát chiến thắng. Khi bị đối phương dẫn trước với tỷ số rất đậm, Verdasco vẫn sẽ thi đấu hết sức và vẫn có khả năng lộn ngược dòng để giành chiến thắng.
Điểm yếu: Điểm yếu chính của Fernando Verdasco là cú trái tay (backhand) không thực sự hiệu quả, thường bị đối thủ khai thác. Ngoài ra cú giao bóng (service) của anh thiếu tính ổn định, tỷ lệ mắc lỗi giao bóng kép (double faults) cao. Phong độ không ổn định.
Trang phục: Trang phục thi đấu của Fernando Verdasco được tài trợ hoàn toàn bởi công ty adidas (Trang phục thuộc dòng Edge/ClimaCool và giày Barricade V) 
Vợt Thời gian đầu, Verdasco sử dụng vợt Tecnifibre. Trong một thời gian ngắn anh dùng vợt Yonex và cho đến nay, anh sử dụng vợt Dunlop Biomimetic 300.

## Sự nghiệp huấn luyện
Vào tháng 4 năm 2024, Verdasco bắt đầu huấn luyện tay vợt 20 tuổi người Jordan Abdullah Shelbayh. Vào tháng 5 năm 2024, anh cũng bắt đầu huấn luyện Alejandro Davidovich Fokina tại Pháp mở rộng 2024.

## Đời tư
Fernando Verdasco bắt đầu chơi tennis từ năm 4 tuổi tại nhà riêng. Năm lên 11 tuổi anh ngừng việc học ở trường và chú trọng việc luyện tập thi đấu chuyên nghiệp. Bố mẹ của Fernando, ông José và bà Olga sở hữu 1 nhà hàng ở Madrid. Verdasco có 2 em gái là Sara và Ana.
Verdasco được chẩn đoán mắc bệnh ADHD khi còn nhỏ, nhưng không được điều trị để không gặp vấn đề với doping. Verdasco ủng hộ Real Madrid.
Sau 5 năm hẹn hò, Verdasco kết hôn với Ana Boyer vào ngày 7 tháng 12 năm 2017. Đám cưới diễn ra trên hòn đảo tư nhân Mustique ở Caribe. Boyer là con gái của cựu chính trị gia Tây Ban Nha Miguel Boyer và người dẫn chương trình truyền hình và xã hội người Tây Ban Nha gốc Philippines Isabel Preysler. Anh trai cùng mẹ khác cha của Boyer là ca sĩ người Tây Ban Nha Enrique Iglesias. Cặp đôi có ba con trai, Miguel (sinh năm 2019), Mateo (sinh năm 2021) và Martín (sinh năm 2024).

## Thống kê sự nghiệp

### Sự nghiệp Granslam
| Grand Slam tournaments |     |     |     |     |     |     |     |         |        |     |     |        |       |
| Australian Open        | A   | Q1  | 1R  | 2R  | 2R  | 2R  | 2R  | Bán Kết | 4R     | 4R  | 1R  | 3R     | 17–10 |
| French Open            | A   | Q1  | 2R  | 1R  | 2R  | 4R  | 4R  | 4R      | 4R     | 3R  | 3R  | 2R     | 19–10 |
| Wimbledon              | A   | 1R  | 2R  | 2R  | 4R  | 3R  | 4R  | 4R      | 1R     | 2R  | 3R  | Tứ Kết | 20–11 |
| US Open                | A   | 3R  | 2R  | 4R  | 3R  | 3R  | 3R  | Tứ Kết  | Tứ Kết | 3R  | 3R  |        | 24–10 |
| Win–Loss               | 0–0 | 2–2 | 3–4 | 5–4 | 7–4 | 8–4 | 9–4 | 15–4    | 10–4   | 8–4 | 6–4 | 7–3    | 80–41 |

## Các trận chung kết lớn

### Chung kết ATP Finals

#### Đôi: 1 (1 danh hiệu)
| Kết quả | Năm  | Giải đấu | Mặt sân  | Đồng đội      | Đối thủ              | Tỷ số                 |
| ------- | ---- | -------- | -------- | ------------- | -------------------- | --------------------- |
| Vô địch | 2013 | London   | Cứng (i) | David Marrero | Bob Bryan Mike Bryan | 7–5, 6–7(3–7), [10–7] |

### Chung kết Masters 1000

#### Đơn: 1 (1 á quân)
| Kết quả | Năm  | Giải đấu    | Mặt sân | Đối thủ      | Tỷ số    |
| ------- | ---- | ----------- | ------- | ------------ | -------- |
| Á quân  | 2010 | Monte Carlo | Đất nện | Rafael Nadal | 0–6, 1–6 |

#### Đôi: 1 (1 á quân)
| Kết quả | Năm  | Giải đấu | Mặt sân | Đồng đội      | Đối thủ                 | Tỷ số                      |
| ------- | ---- | -------- | ------- | ------------- | ----------------------- | -------------------------- |
| Á quân  | 2013 | Shanghai | Cứng    | David Marrero | Ivan Dodig Marcelo Melo | 6–7(2–7), 7–6(8–6), [2–10] |

## Chung kết ATP

### Đơn: 23 (7 danh hiệu, 16 á quân)
| Giải đấu                          |
| --------------------------------- |
| Grand Slam tournaments (0–0)      |
| ATP World Tour Finals (0–0)       |
| ATP World Tour Masters 1000 (0–1) |
| ATP World Tour 500 Series (1–5)   |
| ATP World Tour 250 Series (6–10)  |

| Mặt sân        |
| -------------- |
| Cứng (2–5)     |
| Đất nện (5–10) |
| Cỏ (0–1)       |

| Titles by setting |
| ----------------- |
| Ngoài trời (6–13) |
| Trong nhà (1–3)   |

| Kết quả | Thắng-Thua | Ngày             | Giải đấu                                | Cấp độ        | Mặt sân  | Đối thủ               | Tỷ số                    |
| ------- | ---------- | ---------------- | --------------------------------------- | ------------- | -------- | --------------------- | ------------------------ |
| Á quân  | 0–1        | Th3 năm 2004     | Mexican Open, Mexico                    | Intl. Gold    | Đất nện  | Carlos Moyá           | 3–6, 0–6                 |
| Vô địch | 1–1        | Th4 năm 2004     | Valencia Open, Tây Ban Nha              | International | Đất nện  | Albert Montañés       | 7–6(7–5), 6–3            |
| Á quân  | 1–2        | Th7 năm 2005     | Austrian Open, Áo                       | Intl. Gold    | Đất nện  | Gastón Gaudio         | 6–2, 2–6, 4–6, 4–6       |
| Á quân  | 1–3        | Th10 năm 2007    | St. Petersburg Open, Nga                | International | Cứng (i) | Andy Murray           | 2–6, 3–6                 |
| Á quân  | 1–4        | Th6 năm 2008     | Nottingham Open, Vương quốc Anh         | International | Grass    | Ivo Karlović          | 5–7, 7–6(7–4), 6–7(8–10) |
| Vô địch | 2–4        | Th7 năm 2008     | Croatia Open, Croatia                   | International | Đất nện  | Igor Andreev          | 3–6, 6–4, 7–6(7–4)       |
| Á quân  | 2–5        | Th1 năm 2009     | Brisbane International, Úc              | 250 Series    | Cứng     | Radek Štěpánek        | 6–3, 3–6, 4–6            |
| Vô địch | 3–5        | Th8 năm 2009     | Connecticut Open, Mỹ                    | 250 Series    | Cứng     | Sam Querrey           | 6–4, 7–6(8–6)            |
| Á quân  | 3–6        | Th10 năm 2009    | Malaysian Open, Malaysia                | 250 Series    | Cứng (i) | Nikolay Davydenko     | 4–6, 5–7                 |
| Vô địch | 4–6        | Th2 năm 2010     | Pacific Coast Championships, Mỹ         | 250 Series    | Cứng (i) | Andy Roddick          | 3–6, 6–4, 6–4            |
| Á quân  | 4–7        | Th4 năm 2010     | Monte-Carlo Masters, Monaco             | Masters 1000  | Đất nện  | Rafael Nadal          | 0–6, 1–6                 |
| Vô địch | 5–7        | Th4 năm 2010     | Barcelona Open, Tây Ban Nha             | 500 Series    | Đất nện  | Robin Söderling       | 6–3, 4–6, 6–3            |
| Á quân  | 5–8        | tháng 5 năm 2010 | Open de Nice Côte d'Azur, Pháp          | 250 Series    | Đất nện  | Richard Gasquet       | 3–6, 7–5, 6–7(5–7)       |
| Á quân  | 5–9        | Th2 năm 2011     | Pacific Coast Championships, Mỹ         | 250 Series    | Cứng (i) | Milos Raonic          | 6–7(6–8), 6–7(5–7)       |
| Á quân  | 5–10       | tháng 5 năm 2011 | Estoril Open, Bồ Đào Nha                | 250 Series    | Đất nện  | Juan Martín del Potro | 2–6, 2–6                 |
| Á quân  | 5–11       | Th7 năm 2011     | Swiss Open, Thụy Sĩ                     | 250 Series    | Đất nện  | Marcel Granollers     | 4–6, 6–3, 3–6            |
| Á quân  | 5–12       | Th3 năm 2012     | Mexican Open, Mexico                    | 500 Series    | Đất nện  | David Ferrer          | 1–6, 2–6                 |
| Á quân  | 5–13       | Th7 năm 2013     | Swedish Open, Thụy Điển                 | 250 Series    | Đất nện  | Carlos Berlocq        | 5–7, 1–6                 |
| Vô địch | 6–13       | Th4 năm 2014     | U.S. Men's Clay Court Championships, Mỹ | 250 Series    | Đất nện  | Nicolás Almagro       | 6–3, 7–6(7–4)            |
| Vô địch | 7–13       | Th4 năm 2016     | Romanian Open, Romania                  | 250 Series    | Đất nện  | Lucas Pouille         | 6–3, 6–2                 |
| Á quân  | 7–14       | Th7 năm 2016     | Swedish Open, Thụy Điển                 | 250 Series    | Đất nện  | Albert Ramos Viñolas  | 3–6, 4–6                 |
| Á quân  | 7–15       | Th3 năm 2017     | Dubai Tennis Championships, UAE         | 500 Series    | Cứng     | Andy Murray           | 3–6, 2–6                 |
| Á quân  | 7–16       | Th2 năm 2018     | Rio Open, Brazil                        | 500 Series    | Đất nện  | Diego Schwartzman     | 2–6, 3–6                 |

### Đôi: 13 (8 danh hiệu, 5 á quân)
| Giải đấu                          |
| --------------------------------- |
| Grand Slam tournaments (0–0)      |
| ATP World Tour Finals (1–0)       |
| ATP World Tour Masters 1000 (0–1) |
| ATP World Tour 500 Series (3–2)   |
| ATP World Tour 250 Series (4–2)   |

| Mặt sân       |
| ------------- |
| Cứng (3–3)    |
| Đất nện (5–2) |
| Cỏ (0–0)      |

| Kiểu sân         |
| ---------------- |
| Ngoài trời (5–4) |
| Trong nhà (3–1)  |

| Kết quả | Thắng-Thua | Ngày          | Giải đấu                                | Cấp độ        | Mặt sân  | Đồng đội               | Đối thủ                                     | Tỷ số                      |
| ------- | ---------- | ------------- | --------------------------------------- | ------------- | -------- | ---------------------- | ------------------------------------------- | -------------------------- |
| Vô địch | 1–0        | Th11 năm 2004 | Stockholm Open, Thụy Điển               | International | Cứng (i) | Feliciano López        | Wayne Arthurs Paul Hanley                   | 6–4, 6–4                   |
| Á quân  | 1–1        | Th7 năm 2007  | Stuttgart Open, Đức                     | Intl. Gold    | Đất nện  | Guillermo García López | František Čermák Leoš Friedl                | 4–6, 4–6                   |
| Á quân  | 1–2        | Th1 năm 2009  | Brisbane International, Úc              | 250 Series    | Cứng     | Mischa Zverev          | Marc Gicquel Jo-Wilfried Tsonga             | 4–6, 3–6                   |
| Vô địch | 2–2        | Th2 năm 2012  | Argentina Open, Argentina               | 250 Series    | Đất nện  | David Marrero          | Michal Mertiňák André Sá                    | 6–4, 6–4                   |
| Vô địch | 3–2        | Th3 năm 2012  | Mexican Open, Mexico                    | 500 Series    | Đất nện  | David Marrero          | Marcel Granollers Marc López                | 6–3, 6–4                   |
| Vô địch | 4–2        | Th7 năm 2012  | Croatia Open, Croatia                   | 250 Series    | Đất nện  | David Marrero          | Marcel Granollers Marc López                | 6–3, 7–6(7–4)              |
| Vô địch | 5–2        | Th7 năm 2012  | German Open, Đức                        | 500 Series    | Đất nện  | David Marrero          | Rogério Dutra Silva Daniel Muñoz de la Nava | 6–4, 6–3                   |
| Á quân  | 5–3        | Th10 năm 2012 | Valencia Open, Tây Ban Nha              | 500 Series    | Cứng (i) | David Marrero          | Alexander Peya Bruno Soares                 | 3–6, 2–6                   |
| Vô địch | 6–3        | Th9 năm 2013  | St. Petersburg Open, Nga                | 250 Series    | Cứng (i) | David Marrero          | Dominic Inglot Denis Istomin                | 7–6(8–6), 6–3              |
| Á quân  | 6–4        | Th10 năm 2013 | Shanghai Masters, Trung Quốc            | Masters 1000  | Cứng     | David Marrero          | Ivan Dodig Marcelo Melo                     | 6–7(2–7), 7–6(8–6), [2–10] |
| Vô địch | 7–4        | Th11 năm 2013 | ATP World Tour Finals, Vương quốc Anh   | Tour Finals   | Cứng (i) | David Marrero          | Bob Bryan Mike Bryan                        | 7–5, 6–7(3–7), [10–7]      |
| Á quân  | 7–5        | Th4 năm 2014  | U.S. Men's Clay Court Championships, Mỹ | 250 Series    | Đất nện  | David Marrero          | Bob Bryan Mike Bryan                        | 6–4, 4–6, [9–11]           |
| Vô địch | 8–5        | Th2 năm 2018  | Rio Open, Brazil                        | 500 Series    | Đất nện  | David Marrero          | Nikola Mektić Alexander Peya                | 5–7, 7-5, [10-8]           |

### Chung kết giải đồng đội: 4 (4 danh hiệu)

#### Davis Cup: 3 (3 danh hiệu)
Verdasco đã thi đấu với La Armada trong bảy mùa giải liên tiếp từ (2005 đến 2011), giành được cúp vào các năm 2008 và 2009, cũng như vào năm 2011.
| Mùa giải | Đội tuyển Tây Ban Nha                                                                         | Vòng/Đối thủ/Tỷ số                                                                                             |
| -------- | --------------------------------------------------------------------------------------------- | --- |
| 2008     | Fernando Verdasco Rafael Nadal David Ferrer Feliciano López Tommy Robredo Nicolás Almagro     | 1R: Peru 0–5 Tây Ban Nha QF: Đức 1–4 Tây Ban Nha SF: Tây Ban Nha 4–1 Mỹ FN: Argentina 1–3 Tây Ban Nha          |
| 2009     | Fernando Verdasco Rafael Nadal David Ferrer Feliciano López Tommy Robredo Juan Carlos Ferrero | 1R: Tây Ban Nha 4–1 Serbia QF: Tây Ban Nha 3–2 Đức SF: Tây Ban Nha 4–1 Israel FN: Tây Ban Nha 5–0 Cộng hoà Séc |
| 2011     | Fernando Verdasco Rafael Nadal David Ferrer Feliciano López Marcel Granollers                 | 1R: Bỉ 1–4 Tây Ban Nha QF: Mỹ 1–3 Tây Ban Nha SF: Tây Ban Nha 4–1 Pháp FN: Tây Ban Nha 3–1 Argentina           |

#### Hopman Cup: 1 (1 danh hiệu)
| Kết quả | Số thứ tự | Ngày               | Giải đấu              | Mặt sân | Đồng đội                | Đối thủ                     | Tỷ số |
| ------- | --------- | ------------------ | --------------------- | ------- | ----------------------- | --------------------------- | ----- |
| Vô địch | 1.        | 5 tháng 1 năm 2013 | Hopman Cup, Perth, Úc | Cứng    | Anabel Medina Garrigues | Ana Ivanovic Novak Djokovic | 2–1   |